# Toro di Falaride

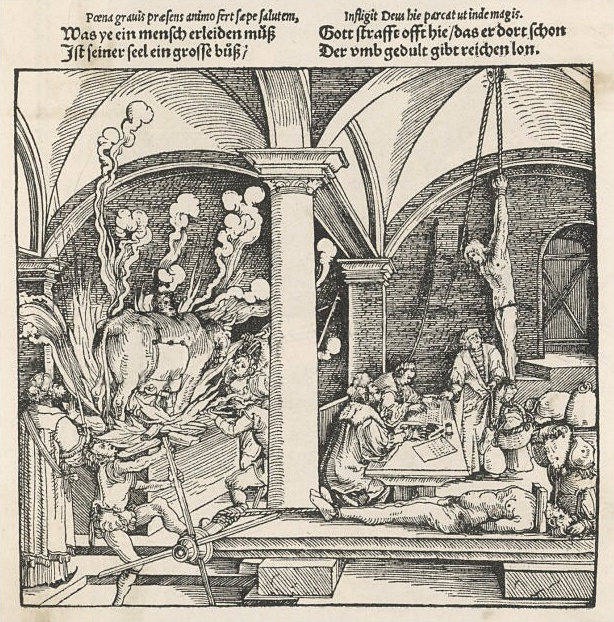
Toro di Falaride raffigurato in un'incisione di Hans Burgkmair

Secondo alcune fonti, il toro di Falaride sarebbe stato uno strumento di tortura e di esecuzione in uso nell'antica Grecia.

## Storia
L'invenzione dello strumento viene attribuita a Perillo di Atene, un fonditore di ottone, che propose a Falaride, tiranno di Agrigento, un nuovo sistema per giustiziare i criminali. Secondo la leggenda, riferita da Paolo Orosio, egli realizzò la riproduzione di un toro metallico, vuoto all'interno e con una porta sul fianco. La vittima sarebbe stata rinchiusa dentro e un fuoco acceso sotto di esso, riscaldando il metallo fino ad arroventarlo: così la vittima all'interno sarebbe arrostita lentamente fino alla morte. Per far sì che niente di indecoroso potesse rovinare il diletto dell'osservatore, il toro era costruito in modo tale che il suo fumo si levasse in profumate nuvole di incenso, mentre la testa era dotata di un complesso sistema di tubi e condotti che convertivano le urla nei versi di un toro infuriato. Si narra anche che una volta riaperto lo strumento di morte, le ossa riarse brillassero come gioielli e venissero trasformate in monili.
Falaride lodò l'invenzione e ordinò che essa venisse provata dallo stesso Perillo; questi credeva di essere ricompensato per la sua invenzione, ma una volta entrato fu chiuso dentro e venne acceso il fuoco così che Falaride poté udire il suono delle sue grida. Prima che Perillo morisse, Falaride lo fece tirar fuori, per poi farlo gettare dalla cima di una rupe. La leggenda vuole che anche lo stesso Falaride sia stato ucciso con questo metodo quando venne rovesciato da Telemaco di Agrigento.
Un'altra versione della fine del toro è quella riportata nei testi greci riguardanti l'operato di Terone. In questo caso Falaride, sconcertato per la brutalità dell'invenzione di Perillo, volle punirlo uccidendolo con lo stesso toro. Egli venne inserito dentro lo strumento di tortura e ucciso. Successivamente, senza nemmeno rimuovere il corpo dal suo interno, il toro venne gettato in mare a pochi chilometri della costa antistante Akragas.

## Nella letteratura

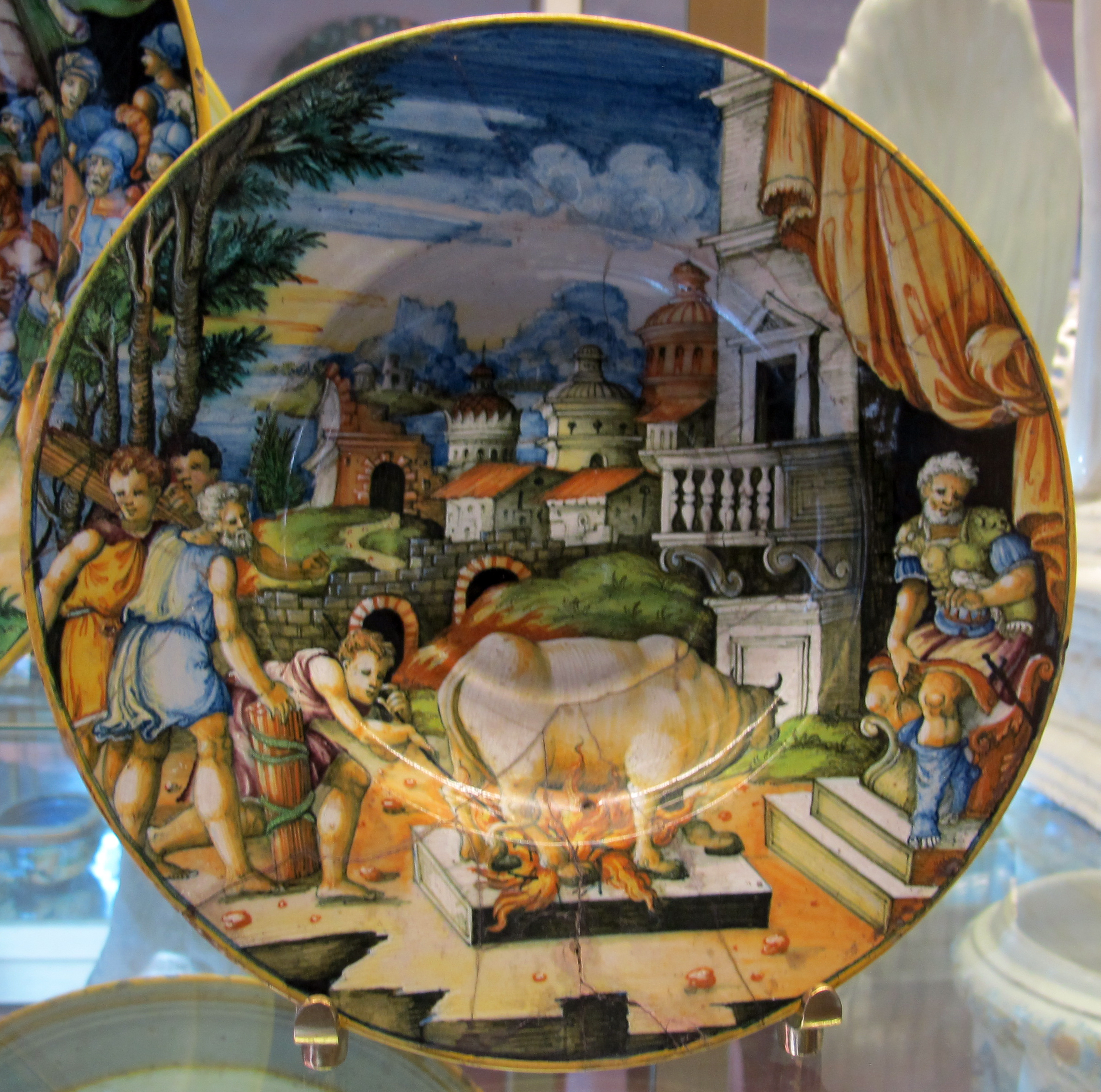
Maiolica di Casteldurante, bottega di Andrea da Negroponte, Supplizio di Perillo (1550-1560 ca.)

Il satirico Luciano di Samosata (II secolo d.C.) avrebbe dato la prima descrizione dettagliata della creazione e dell'uso del toro di Falaride.
Se ne trova menzione anche nella satira VIII di Giovenale (vv. 79-84), molto cara a Kant, che la cita nella Critica della ragion pratica (Ak. V, p. 283), ne La religione entro i limiti della semplice ragione (Ak. VI, p. 49) e nella Dottrina del diritto della Metafisica dei costumi (Ak. VI, p. 394).

esto bonus miles, tutor bonus, arbiter idem

integer; ambiguae si quando citabere testis

incertaeque rei, Phalaris licet imperet ut sis

falsus et admoto dictet periuria tauro,

summum crede nefas animam praeferre pudori

et propter uitam uiuendi perdere causas.

Il filosofo greco Plotino ne fa menzione nelle Enneadi (I 13): «[…] ma egli [il saggio, ndr] ha sempre con sé e per sé il massimo oggetto della scienza, <il Bene>, più che non creda colui che dice <d'esser felice> fosse anche nel toro di Falaride: la quale condizione è vano dirla piacevole, anche se lo si dica più volte».
Anche Dante Alighieri nella Divina Commedia parla del toro di Falaride con queste parole:

[...] Come 'l bue cicilian che mugghiò prima

col pianto di colui, e ciò fu dritto,

che l'avea temperato con sua lima,

mugghiava con la voce de l'afflitto,

sì che, con tutto che fosse di rame,

pur el pareva dal dolor trafitto [...]

Dante Alighieri, Inferno, canto XXVII, vv. 7-12

Anche lo scrittore Gesualdo Bufalino, nel suo romanzo Argo il cieco, descrive con queste parole l'estate del 1951 a Modica, in Sicilia: "Sotto il sole il paese parve infocarsi come il toro di Falaride, ce ne volevano di granite per impietosire l'estate…".
Umberto Eco cita il toro di Falaride nei capitoli finali del suo libro Il nome della rosa, in riferimento alla morte di uno dei protagonisti della vicenda.
Kurt Vonnegut fa un breve riferimento al toro di Falaride nel suo romanzo La colazione dei campioni raccontando l'utilizzo che ne avrebbe fatto l'imperatore romano Eliogabalo.

## Cronache cristiane
Secondo alcune cronache, questo strumento sarebbe stato utilizzato per uccidere alcuni martiri cristiani, in particolare sant'Eustachio e sant'Antipa, vescovo di Pergamo. Anche Pelagia di Tarso si narra sia stata fatta seppellire in un toro di Falaride nel 287 dall'imperatore Diocleziano.

## Nella cultura di massa
- Lo show televisivo statunitense 1000 modi per morire ha dedicato una delle proprie morti proprio al toro di Falaride, anche se con delle inesattezze: si dice infatti che il toro fosse completamente insonorizzato per non far sentire le urla dei prigionieri che arrostivano al suo interno e che quando Perillo ne uscì era già morto.
- Nel videogame Assassin's Creed: Origins si fa spesso riferimento al toro di Falaride come strumento di tortura in uso presso l'Antico Egitto.
- Questo sistema di tortura fa la sua apparizione anche nel videogame Amnesia: The Dark Descent; l'interazione con esso è prevista ai fini del proseguimento della trama.
- Nel film Cappuccetto rosso sangue, un cacciatore di lupi mannari utilizza un surrogato di toro di Falaride (qui in forma di elefante), per punire un giovane.
- Nel film Saw 3D, un toro di Falaride viene utilizzato per uccidere la moglie del "protagonista" delle torture dell'enigmista, reo di aver lucrato con libri e interviste sulla sua presunta sopravvivenza a Jigsaw, senza che però fosse mai stato "messo alla prova".
- Nella puntata 10 della stagione 8 di The Blacklist il toro di Falaride viene menzionato in quanto una criminale, che tortura su commissione i nemici dei suoi clienti, viene simbolicamente chiamata Perillo.
- Nel film "Immortals" il toro di Falaride viene usato dal minotauro per torturare i prigionieri.
- Il racconto "Il Coniglio di Falaride" è chiaramente ispirato al toro omonimo.
- Nel film horror Antrum del 2018 viene utilizzato un toro di Falaride, seppur con la forma di Bafometto